# Ostrý vrch (Bílé Karpaty)
Ostrý vrch je přírodní rezervace v katastrálním území obce Soblahov v okrese Trenčín v Trenčínském kraji na Slovensku. Území bylo vyhlášeno v roce 1993 a jeho rozloha je 12,68 hektaru. Předmětem ochrany je různověká bučina, v níž nejvyšší stáří stromů přesahuje devadesát let. Kromě buků (Fagus sylvatica) v lese rostou jasan ztepilý (Fraxinus excelsior), javor klen (Acer pseudoplatanus), lípa malolistá (Tilia cordata), jeřáb muk (Sorbus aria) nebo jedle bělokorá (Abies alba).